# Moatize
Moatize – miasto w zachodnim Mozambiku, w prowincji Tete. Według danych na rok 2007 liczyło 38 924 mieszkańców.